# Lætitia Moussard
Lætitia Moussard (nacida el 2 de julio de 1971 en Toulouse, Francia) es una exjugadora de baloncesto francesa.